# Alija Nametak
Alija Nametak (* 6. März 1906 in Mostar; † 8. November 1987 in Sarajevo) war ein jugoslawischer Schriftsteller.

## Leben
Nametak besuchte das klassische Gymnasium in Mostar und studierte dann an der philosophischen Fakultät der Universität Zagreb. Er schloss sein Studium 1929 ab. Nametak unterrichtete an verschiedenen Schulen und der Gazi Husrev-Beg Medrese in Sarajevo. Nach dem Zweiten Weltkrieg war er Bibliothekar und befasste sich intensiv mit der Erforschung der muslimischen und kroatischen Volkskultur im ehemaligen Jugoslawien.

## Werke
Nametak verfasste Erzählungen aus dem Leben der Muslime Bosniens. Neben eigenen Werken war er auch Herausgeber von Volksliteratur der bosnischen Muslime und Verfasser wissenschaftlicher Arbeiten zur muslimischen Volkskunde Bosnien-Herzegowinas.
- Bajram žrtava. Novele, Zagreb 1931
- Hrvatsko kulturno društvo "Napredak" Sarajevo, Sarajevo 1932
- Mostarske muslimanske uspavanke, Zagreb 1932
- Karađozbeg i njegovo doba, Sarajevo 1933
- Hipokoristici od ličnih muslimanskih imena u Padgorici, Zagreb 1934
- Jedna narodne pjesma o početku bune na dahije godine 1804, Zagreb 1934
- Gaševićev bosanski Mevlud, Sarajevo 1935
- Dobri Bošnjani. Crtice, pripovijesti, novele. Zagreb 1937
- Narodne junačke muslimanske pjesme, Sarajevo 1938
- Narodna vlada (1 čin.) Dogadja se 28.7.1878 u Sarajevu, Sarajevo 1938
- Islamski kulturni spomenici turskoga perioda u Bosni i Hercegovini, Sarajevo 1939
- Ramazanske priče, Sarajevo 1941
- Za obraz. Novele legende, Zagreb 1942
- Omer za naćvama. Pučki igrokaz iz seoskog života u Bosni s pjevanjem u 3 čina, Sarajevo 1942
- Mladić u prirodi. Lovačke i druge omladinske priče, Sarajevo 1943
- Dan i sunce. Novele, Zagreb 1944
- Sirotan Alija, narodna pjesma i Pojka pripoviest, Sarajevo 1944
- Muslimanske ženske pjesme, Sarajevo 1944
- Abdullah-paša u kasali. Komedija u 3 čina. Sarajevo 1945
- Banjački govor na području Srebrenice, Sarajevo 1955 (franz. Zusammenfassung: La langage secret des banyaks dans la région de Srebrenica)
- Nekoji narodni običaji u Bosni pod turskom vlašću, Sarajevo 1956
- Folklorni materijal u deset godišta "Behara", Cetinje 1958
- Hamdija Kreševljaković, Sarajevo 1959
- Folklor užičkih muslimana u Bosanskoj Posavini, Belgrad 1961 (dt. Zusammenfassung: Die Volksüberlieferung der Muselmanen von der Bosanska Posavina, die aus Užice eingewandert sind)
- Još nekoliko bosanskih pseudonima, Sarajevo 1963
- Trava zaboravka. Pripovijetke, Zagreb 1966
- Junčke narodne pjesme bosansko-hercegovačkih muslimana, Sarajevo 1967
- Položaj vanbračnog djeteta u narodnoj poeziji bosansko-hercegovačkih muslimana, Skopje 1968 (franz. Zusammenfassung: Le condition de l’enfant illégitime à la lumière de la poésie populaire des muselmans de Bosnie-Herzégovine)
- Pripovijetke. Zapisi, 1969
- Od bešike do motike. Narodne lirske i pripovijedna pjesme bosansko-hercegovinačkih muslimana, Sarajevo 1970
- O narodnim poslovicama sačuvanim kod naših iseljenika u Turskoj, Zagreb 1972 (dt. Zusammenfassung: Unsere Volkssprichwörter bei den bosnischen Auswanderern in der Türkei)
- Bajraktari i njikovi zamjenici u junačkim narodnim pjesmama nekih balkanskih naroda, Belgrad 1974

| Personendaten    | Personendaten             |
| ---------------- | ------------------------- |
| NAME             | Nametak, Alija            |
| KURZBESCHREIBUNG | bosnischer Schriftsteller |
| GEBURTSDATUM     | 6. März 1906              |
| GEBURTSORT       | Mostar                    |
| STERBEDATUM      | 8. November 1987          |
| STERBEORT        | Sarajevo                  |